# Ad-Aware
Ad-Aware（アド アウェア）とは、Lavasoft Software Canada（Adaware）社が開発した、Microsoft Windows 2000から7/8/8.1/10までに対応するアンチスパイウェア。

## 概要
フリーウェアであるAd-Aware Free Antivirus+は1ヶ月試用可能で、それ以上は無償のライセンス登録が必要である。
有料製品のAd-Aware Personal SecurityやAd-Aware Pro Securityなども販売されている。
国内無料スパイウェア対策ソフトでは、Spybot - Search & Destroyと共に人気のあるソフトウェアである。定義ファイルに記されている検出項目数は350万件を超える。
開発元のLavasoftはスウェーデンのヨーテボリを拠点としてきたが、2011年にSolaria Fundが買収し、カナダのモントリオールに移転した。